# Adri Pieck
Adriana Adri Jacoba Pieck (* 29. April 1894 in Scheveningen; † 5. April 1982 in Hollandsche Rading) war eine niederländische Malerin.

## Leben und Werk
Adri Pieck wurde am 29. April 1894 in Scheveningen geboren. Sie war die Tochter des Schulleiters, Hobbymalers und Autors Antonie Pieck und der Elisabeth Maria Margaretha Binnendijk. Ihre Schwester war die Malerin Gretha Pieck (1898–1920), ihre Cousins die Maler Anton Franciscus Pieck und Henri Christiaan Pieck. Zunächst lernte sie bei ihrem Vater und war viel mit ihrer Schwester Gretha in Bussum unterwegs, um zu malen, dann hatte sie Unterricht bei Willem Knip und studierte an der Rijksakademie van beeldende kunsten in Amsterdam. Dort war sie Schülerin von Carel Lodewijk Dake. Pieck gehörte der Kunstenaarsvereniging Sint Lucas und der Gooische Schildersvereniging an. Sie malte, aquarellierte und zeichnete in Pastell, darunter Landschaften, Tiere und Porträts.
Adri Pieck starb am 5. April 1982 in Hollandsche Rading. Sie wurde mit ihren Schwestern und ihren Eltern auf dem N.H.-Friedhof in Lage Vuursche beigesetzt. Aus ihrem Nachlass wurde von 1989 bis 2012 der Gretha-und-Adri-Pieck-Preis an junge Künstler verliehen.